# Eridolius niger
Eridolius niger är en stekelart som beskrevs av Gupta 1991. Eridolius niger ingår i släktet Eridolius och familjen brokparasitsteklar. Inga underarter finns listade i Catalogue of Life.